# Natasha Rothwell

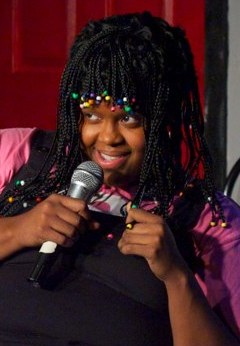
Natasha Rothwell, 2012

Natasha Rothwell (* 18. Oktober 1980 in Wichita, Kansas) ist eine US-amerikanische Filmschauspielerin und Drehbuchautorin.

## Leben
Natasha Rothwell hatte ab 2013 erste Auftritte in US-Comedyshows. Sie war 2014 und 2015 Gag-Autorin bei Saturday Night Live.
Ab 2016 spielte sie die Freundin „Kelli Prenni“ in der Dramedy Insecure. Bei dieser Serie wirkte sie auch an einigen Drehbüchern mit. 2020 spielte sie in Nebenrollen in den Filmen Wonder Woman 1984 und Lady Business sowie erstmals als Rachel in Sonic the Hedgehog mit.

## Filmografie (Auswahl)
- 2015: A Year and Change
- 2016–2021: Insecure (Fernsehserie, 32 Folgen)
- 2018: Love, Simon
- 2020: Sonic the Hedgehog
- 2020: Wonder Woman 1984
- 2020: Lady Business (Like a Boss)
- seit 2021: The White Lotus (Fernsehserie, 14 Folgen)
- 2021: Love, Victor (Fernsehserie, Folge 1x01)
- 2022: Sonic the Hedgehog 2
- 2023: Wish (Stimme)
- 2023: Wonka
- 2024: Sonic the Hedgehog 3
- 2024: Sausage Party: Foodtopia (Fernsehserie, 5 Folgen, Stimme)
- 2024: How to Die Alone (Fernsehserie, 8 Folgen)